# Ichneumon smirnoffae
Ichneumon smirnoffae is een vliesvleugelig insect (orde Hymenoptera) uit de familie van de gewone sluipwespen (Ichneumonidae). De wetenschappelijke naam van de soort werd in 2016 door Rebecca Kittel gepubliceerd als nomen novum voor Ichneumon lutescens Gmelin, 1790: 2708 non Ichneumon lutescens Gmelin, 1790: 2700 (Johann Friedrich Gmelin gaf de naam in dezelfde publicatie aan twee verschillende soorten).
De naam eert Alexandra Smirnoff (1838–1913), een Fins pomologe.